# Mittelstraße 1 (Nauheim)

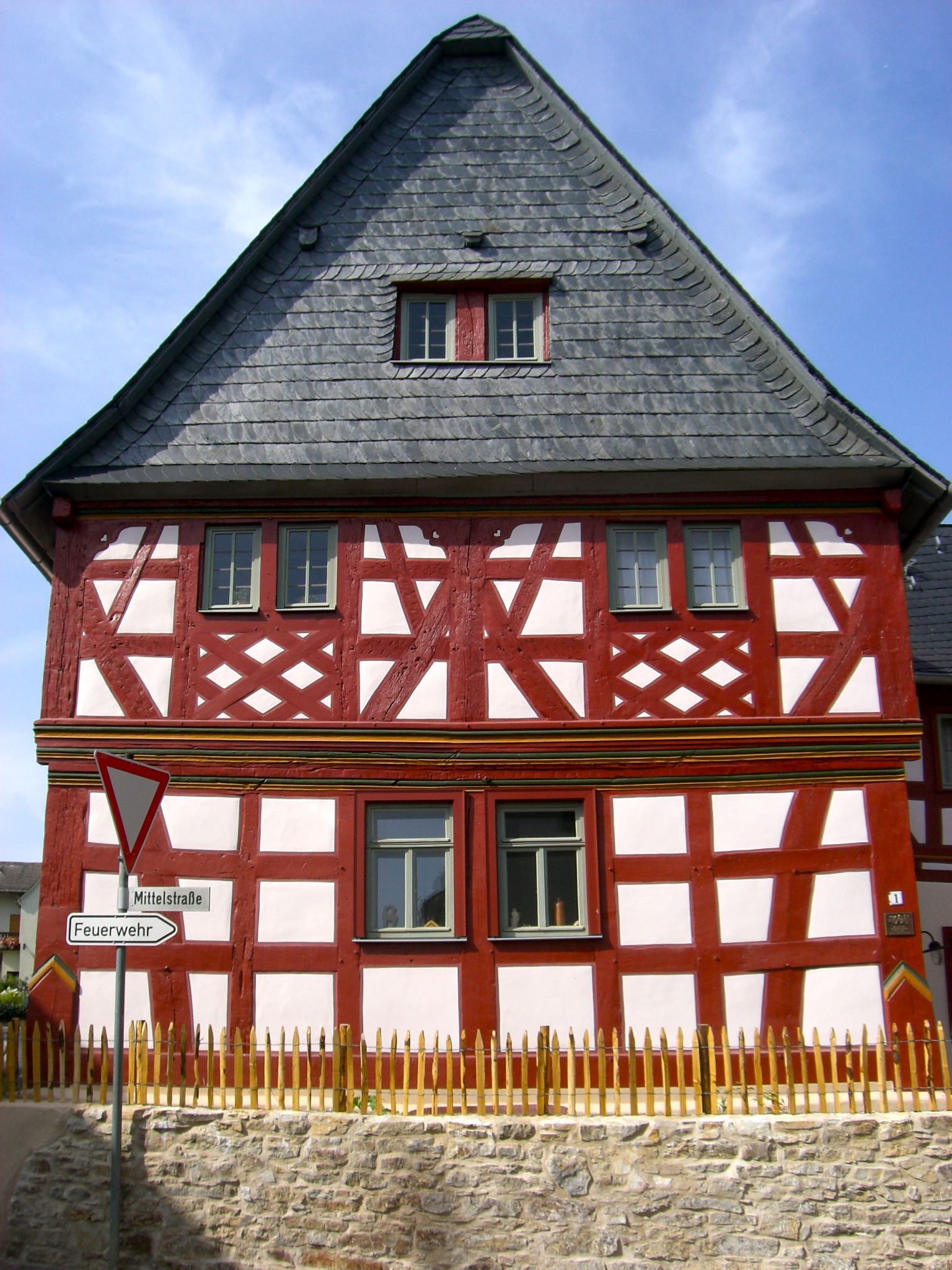
Gebäude Mittelstraße 1 in Nauheim

Das Wohnhaus Mittelstraße 1 in Nauheim, einem Ortsteil der Gemeinde Hünfelden im mittelhessischen Landkreis Limburg-Weilburg, ist ein geschütztes Kulturdenkmal.
Das Fachwerkhaus, einer der ursprünglichen Gasthöfe Nauheims an der Landstraße nach Diez, war ein sogenannter „Ausspann“. Dort konnten die Pferde aus den Fuhrwerken und Kutschen zum Ausruhen und zur Übernachtung ausgespannt werden. Nachdem etliche Gebäude im Kreuzungsbereich abgerissen wurden, steht das Haus heute frei im Straßenraum und ist für das Ortsbild von maßgeblicher Wirkung. 
Die südliche Bauhälfte ist die ältere, sie ist vollständig in Fachwerkbauweise errichtet und teilweise mit originaler Fensterung.  
Für die vorbildliche Renovierung mit Freilegung des Fachwerks des eine Zeit lang verputzten Hauses erhielten die Besitzer im Jahr 2010 den Hessischen Denkmalschutzpreis.